# Me Without You
Pour les articles homonymes, voir Mewithouyou.
Pour plus de détails, voir Fiche technique et Distribution.
Me Without You est une comédie dramatique britannique réalisée et écrite par Sandra Goldbacher, sortie en 2001 au Royaume-Uni. Le film a par ailleurs été projeté durant la Mostra de Venise, le South by Southwest ou encore durant le Festival international du film de Vancouver. Il met en scène deux étudiantes, interprétées par Ella Jones et Anna Popplewell, qui décident de faire un pacte pour rester les meilleures amies du monde. Mais ce pacte devient pesant avec le temps, surtout quand l'une des filles commence à s'intéresser au frère de l'autre.
Principalement tourné à l'Île de Man et à Brighton, Me Without You est la troisième réalisation de Sandra Goldbacher, après le téléfilm Seventeen (1994) et le film The Governess (1998). Outre les diverses projections aux festivals marquant une certaine reconnaissance mondiale, le succès du film, tant public que critique, est plus mitigé.

## Synopsis
Durant un été dans les années 70, dans la banlieue de Londres, deux adolescentes, Holly et Marina, font un pacte pour rester les meilleures amies du monde. 
Marina est troublée et imprévisible, son père lui semble fascinant et sa mère est une droguée au Valium, elle désir se séparer d'eux et Holly reste la seule personne qu'elle aime. 
À l'opposé, Holly semble frustrée à cause de sa mère qui la surprotège et qui n'arrête pas de la harceler de questions concernant Marina.
Mais Holly a un secret que Marina ne connait pas, ce sont les sentiments qu'elle éprouve pour le frère de son amie.
Les années passent et les filles découvrent les choses de la vie comme l'amour, le sexe, les ruptures et le rock 'n' roll. Mais finalement pour Holly, cette amitié, qui n'a jamais eu d'égal, commence à devenir un piège pour elle.

## Fiche technique
- Titre : Me Without You
- Réalisation : Sandra Goldbacher
- Scénario : Sandra Goldbacher et Laurence Coriat
- Production : Steve Christian, Judy Counihan, Finola Dwyer, Ulrich Felsberg, Torsten Leschly et Jonathan Olsberg
- Société de production : Samuel Goldwyn Films (en), Fireworks Pictures, Momentum Pictures (en), Dakota Films et Road Movies Filmproduktion
- Musique : Adrian Johnston
- Photographie : Denis Crossan
- Direction artistique : Steve Carter
- Montage : Michael Ellis
- Décors : Michael Carlin
- Costumes : Rosie Hackett
- Distribution : Capitol Films
- Pays d'origine : Royaume-Uni
- Langue originale : Anglais
- Format : Couleurs - 2,35:1 - Stéréo - 35 mm[1]
- Genre : Comédie dramatique
- Durée : 95 minutes[2]
- Dates de sortie[3] :
  -  Royaume-Uni : 23 novembre 2001
  -  États-Unis : 5 juillet 2002
  -  Italie : 22 août 2003
- Lieux de tournage[4] : Île de Man, Brighton, Uxbridge, Epsom and Ewell et Londres

## Distribution
- Ella Jones : Holly (jeune)
- Anna Popplewell : Marina (jeune)
- Cameron Powrie : Nat (jeune)
- Trudie Styler : Linda
- Allan Corduner : Max
- Deborah Findlay : Judith
- Nicky Henson : Ray
- Anna Friel : Marina
- Michelle Williams : Holly
- Oliver Milburn : Nat
- Russell Mabey : Craig
- Blake Ritson : Tim
- Francis Lee : Paul
- Eve Cooper-Rose : Sophie
- Lee Williams : Ben
- Marianne Denicourt : Isabel
- Kyle MacLachlan : Daniel
- Andrew Beck : Stuart
- Ariana Fraval : Fille sérieuse
- Annabel Mullion : Meredith
- Steve John Shepherd : Carl

## Autour du film

### Réception publique
Sorti le 5 juillet 2002 aux États-Unis, Me Without You réalisait une recette de 12 816 $ lors de la fin-de-semaine d'ouverture, alors qu'il n'était projeté que dans une salle. Ainsi, à la fin de son exploitation, le 3 octobre 2002, le film totalisait 304 909 $. Le film a par ailleurs réalisé une recette de 64 317 $ à l'étranger. Finalement, le film a donc rapporté 369 226 $. De plus, il est classé 280e film de l'année 2002.
Me Without You est le troisième film en tant que réalisatrice de Sandra Goldbacher. Elle avait précédemment tourné un téléfilm intitulé Seventeen (1994) et un film intitulé The Governess (1998). Si le téléfilm n'a pas reçu un grand succès, le film avait été acclamé par le public. Il avait par ailleurs bénéficié d'une plus grande distribution que Me Without You qui est, de son côté, passé inaperçu en salle. Il a toutefois bénéficié de projections dans divers festivals internationaux dans lesquels il a remporté plusieurs prix, à l'instar de The Governess.

### Réception critique
Si la réception publique est une déception, la critique a apprécié le film en tant que comédie dramatique. Le film « rafraîchit » selon le Chicago Sun-Times. Par ailleurs, la performance de Michelle Williams semble avoir été acclamée pour sa capacité à changer d'accent. Voici deux critiques publiées dans des magazines.
Roger Ebert a publié une critique dans le Chicago Sun-Times :

« Me Without You a une vérité vivifiante qui rafraîchit à la différence de film tel que Divine Secrets of the Ya-Ya Sisterhood. Il ne célèbre pas stupidement l'amitié féminine, mais donne à la voir d'une manière différente. […] Michelle Williams est la surprise du film. Je ne suis pas un étudiant du Dawson's Creek, mais je sais qu'elle parle d'ordinaire avec un accent américain marqué ; ici, à la manière de Renee Zellweger dans Le Journal de Bridget Jones, elle traverse l'Atlantique pour produire un accent britannique très convaincant. […] Il y a, en fin de compte, une espèce de fin heureuse, bien que l'on réalise qu'elle représente la maturité et la fatigue plus que la victoire. »

En parallèle, David Rooney a publié son avis pour Variety :

« Le deuxième film de Goldbacher est bien plus engagé que son précédent long métrage, The Governess, qu'elle a tourné en 1999, et qui traité du féminisme juif : une mise en scène trop laborieuse. […] Me Without You est une exploration légère et captivante de la nature compliquée de l'amitié féminine. […] Loin d'être une grosse production, la comédie dramatique pourrait néanmoins trouvé son public, et surtout auprès de jeunes femmes. »

### Bande originale
Composée par Michael Ellis, la bande originale de Me Without You (ASIN B000069JKZ) a été distribuée le 16 juillet 2002 par le label Sony Records. Néanmoins, la majorité des musiques du film ne sont pas originales mais additionnelles. Voici les pistes de l'album.
1. White Horses (Lucy Street)
2. I Got You Babe (Sonny and Cher)
3. (White Man) In Hammersmith Palais (The Clash)
4. Just Can't Get Enough (Depeche Mode)
5. Skin Deep (The Stranglers)
6. The Cutter (Echo and the Bunnymen)
7. The Sweetest Girl (Scritti Politti)
8. Strange Feelin' (Tim Buckley)
9. Cocaine in My Brain (Dillinger)
10. January, February (Barbara Dickson)
11. I've Never Been To Me (Charlene)
12. 'Cello Song (Nick Drake)
13. Warm Leatherette (The Normal)
14. Whole Wide World (Wreckless Eric)
15. White Riot (The Clash)
16. Kings Of The Wild Frontier (Adam and the Ants)
17. Another Girl, Another Planet (The Only Ones)
18. (Drawing) Rings Around The World (Super Furry Animals)

## Distinctions
- 2001 : Nommé au Golden Hitchcock au Festival du film britannique de Dinard[12]
- 2002 : Nommé au British Academy Film Award du meilleur film[13]